# Immenberg (berg)
De Immenberg (ook: Imebärg) is een berg in de Alpen in Thurgau in Zwitserland. De berg is 707 meter hoog en is voornamelijk bedekt met bos. Er zijn enkele grote open plekken in het bos, waarvan de grootste zijn: Sunebärg, Bärg en Spiegelbärg. De zuidelijke helling is redelijk steil, maar de andere hellingen zijn erg vlak. Op de zuidelijk steile helling van de berg zijn wijngaarden, waar onder andere pinot noir, Sauvignon Blanc en chardonnay groeit.
Op de zuidwestelijke helling ligt het kasteel Sonnenberg, dat voor het eerst in 1252 vermeld werd.

## Bron
- (de)  Hikr